# Henryk Kasperczak
Henryk Wojciech Kasperczak (Zabrze, Polonia, 10 de julio de 1946) es un exjugador y exentrenador de fútbol polaco naturalizado francés. En su etapa como jugador profesional se desempeñaba como centrocampista.

## Selección nacional
Fue internacional con la selección polaca en 61 ocasiones y convirtió 5 goles. Formó parte de la selección que obtuvo el tercer lugar en la Copa del Mundo de 1974. También ganó la medalla de plata olímpica en 1976.

### Participaciones en Copas del Mundo
| Mundial                        | Sede             | Resultado    | Partidos | Goles |
| ------------------------------ | ---------------- | ------------ | -------- | ----- |
| Copa Mundial de Fútbol de 1974 | Alemania Federal | Tercer lugar | 7        | 0     |
| Copa Mundial de Fútbol de 1978 | Argentina        | Segunda fase | 4        | 0     |

### Participaciones en Juegos Olímpicos
| Olimpiada                         | Sede   | Resultado  | Partidos | Goles |
| --------------------------------- | ------ | ---------- | -------- | ----- |
| Juegos Olímpicos de Montreal 1976 | Canadá | Subcampeón | 4        | 0     |

## Equipos

### Como jugador
| Equipo            | País    | Año       |
| ----------------- | ------- | --------- |
| Stal Zabrze       | Polonia | 1959-1965 |
| Stal Mielec       | Polonia | 1965-1966 |
| Legia II Varsovia | Polonia | 1966-1968 |
| Stal Mielec       | Polonia | 1968-1978 |
| FC Metz           | Francia | 1978-1979 |

### Como entrenador
| Equipo                | País                   | Año       |
| --------------------- | ---------------------- | --------- |
| FC Metz               | Francia                | 1979-1984 |
| AS Saint-Étienne      | Francia                | 1984-1987 |
| Racing de Estrasburgo | Francia                | 1987-1988 |
| RC Paris              | Francia                | 1989-1990 |
| Montpellier HSC       | Francia                | 1990-1992 |
| Lille OSC             | Francia                | 1993      |
| Selección nacional    | Costa de Marfil        | 1993-1994 |
| Selección nacional    | Túnez                  | 1994-1998 |
| SC Bastia             | Francia                | 1998      |
| Al Wasl FC            | Emiratos Árabes Unidos | 1999-2000 |
| Selección nacional    | Marruecos              | 2000      |
| Shenyang Haishi       | China                  | 2000-2001 |
| Selección nacional    | Malí                   | 2001-2002 |
| Wisła Cracovia        | Polonia                | 2002-2004 |
| Selección nacional    | Senegal                | 2006-2008 |
| Górnik Zabrze         | Polonia                | 2008-2009 |
| Wisła Cracovia        | Polonia                | 2010      |
| AO Kavala             | Grecia                 | 2010-2011 |
| Selección nacional    | Malí                   | 2013-2015 |
| Selección nacional    | Túnez                  | 2015-2017 |

## Palmarés

### Como jugador

#### Campeonatos nacionales
| Título      | Equipo      | País    | Año  |
| ----------- | ----------- | ------- | ---- |
| Ekstraklasa | Stal Mielec | Polonia | 1973 |
| Ekstraklasa | Stal Mielec | Polonia | 1976 |

#### Distinciones individuales
| Distinción                                                                                           | Año  |
| --- | ---- |
| Futbolista del año en Polonia                                                                        | 1976 |
| Futbolista del año en Polonia según la revista Sport                                                 | 1976 |
| Atleta del año en los voivodatos de Rzeszów, Krosno, Przemyśl y Tarnobrzeg según el periódico Nowiny | 1976 |
| Futbolista del año en Polonia                                                                        | 1977 |
| Miembro del Klub Wybitnego Reprezentanta                                                             | ?    |

### Como entrenador

#### Campeonatos nacionales
| Título          | Equipo                | País    | Año  |
| --------------- | --------------------- | ------- | ---- |
| Copa de Francia | FC Metz               | Francia | 1984 |
| Division 2      | Racing de Estrasburgo | Francia | 1988 |
| Ekstraklasa     | Wisła Cracovia        | Polonia | 2003 |
| Copa de Polonia | Wisła Cracovia        | Polonia | 2003 |
| Ekstraklasa     | Wisła Cracovia        | Polonia | 2004 |

#### Distinciones individuales
| Distinción                    | Año  |
| ----------------------------- | ---- |
| Entrenador del año en Francia | 1990 |
| Entrenador del año en Polonia | 2002 |

## Condecoraciones
| Distinción                                            |
| ----------------------------------------------------- |
| Campeón Meritorio del Deporte                         |
| Medalla de Oro por logros deportivos sobresalientes   |
| Medalla de Plata por logros deportivos sobresalientes |